# Kadzyń
Kadzyń – część wsi Ostrowieczno (dawniej osobna wieś), w Polsce położona w województwie wielkopolskim, w powiecie śremskim, w gminie Dolsk.
Wieś Kadzin położona była w 1581 roku w powiecie kościańskim województwa poznańskiego. W latach 1975–1998 miejscowość administracyjnie należała do województwa poznańskiego.
Wieś położona 3,2 km na wschód od Dolska przy drodze powiatowej nr 4080 z Dolska do Książa Wielkopolskiego przez Błażejewo i Włościejewki. We wsi znajduje się skrzyżowanie z drogą powiatową nr 4085 z Nowieczka do Księginek.
Północna część Ostrowieczna od dawna nosi nazwę Kadzyń. W XVIII wieku Kadzyń był jeszcze samodzielną wsią, wymienianą już w 1398 jako Kadzen. W 1725 właścicielem Kadzynia został Bogusław Bojanowski. Jego syn Aleksander w 1766 nabył jezioro Ostrowieczno, a w 1781 wieś o tej nazwie. Wtedy zapewne połączył oba majątki i Kadzeń został folwarkiem należącym do Ostrowieczna. Kolejny z rodu Bojanowskich Franciszek, zmuszony trudnościami finansowymi wystawił majątek na licytacji. Nabył go 20 lipca 1868 na tzw. Subchaście śremski kupiec Meyer Reisner za 70 500 talarów.
W 1894 syn Meyera, Siegmund Reisner sprzedał Ostrowieczno z folwarkiem Kadzyń, pruskiej Komisji Kolonizacyjnej, która rozparcelowała majątki przekazując ziemie niemieckim kolonistom.